# Pablo Castellano Cardalliaguet

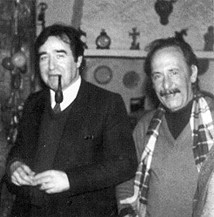
Luis Gómez Llorente i Pablo Castellano, dirigents d'Izquierda Socialista, el 1983

Pablo Castellano Cardalliaguet (Madrid, 31 de maig de 1934) és un advocat, polític i sindicalista espanyol, socialista d'esquerra i republicà federal.

## Biografia

### Activitat en la clandestinitat
Els seus pares (un ferroviari i una farmacèutica) eren naturals d'Hervás, a la valle del Ambroz (província de Càceres). Quan era estudiant va entrar en contacte amb les idees anarquistes, ingressant en les Joventuts Llibertàries. Va participar en les protestes universitàries de febrer de 1956 contra la dictadura del general Franco. Llicenciat en Dret el 1957 per la Universitat Central de Madrid, treballaria com a obrer en dues fàbriques de París abans d'exercir com a advocat, adscrit als Col·legis de Madrid, des de 1958, i Càceres, 1978.
El 1964 va entrar en el Partit Socialista Obrer Espanyol (PSOE) i en el sindicat Unió General de Treballadors (UGT), llavors organitzacions en la clandestinitat. En el Col·legi d'Advocats de Madrid es va donar a conèixer aviat per la seva activa participació en el grup d'Advocats Joves. Així mateix va col·locar el seu despatx professional al servei del seu compromís polític i sindical, va ser signatura habitual en El Socialista i la revista Cuadernos para el Diálogo, va exercir com a advocat defensor de presos polítics i va ser objecte de diverses detencions i processos.
Va formar part de les Comissions Executives del PSOE (1971-1975) i de la UGT (1971-1976), sota l'àlies de Hervás en la clandestinitat.
Per aquell temps es consolidava un moviment de renovació en les files socialistes, quan tot l'interior i una part de l'exili intentaven desplaçar a la direcció que encapçalava, des de l'exili, el secretari general Rodolfo Llopis, posició que acabaria triomfant al Congrés de la UGT de 1971 i en el del PSOE de 1972. Llopis no acceptaria ser president del partit -pretenia seguir com a secretari general-, provocant una ruptura que escindeix el partit en dos: el PSOE-històric de Llopis i el PSOE Renovat, que tindrà una direcció col·legiada en la qual Castellanos exerciria la secretaria de Relacions Internacionals (igual que en la UGT).
El Congrés de 1974 del PSOE Renovat, celebrat a Suresnes (França), hauria de ser el de l'ordenació d'aquesta renovació, mitjançant l'elecció d'un primer secretari. Castellano fou un dels partidaris que Nicolás Redondo -secretari general d'UGT- accedís al càrrec. No obstant això, Redondo va refusar l'oferta i va arribar a un acord amb Felipe González, que finalment seria nomenat secretari amb l'oposició, gairebé en solitari, de l'Agrupació Socialista Madrilenya.
En aquests anys va ser també representant del partit en el Consell Federal Espanyol del Moviment Europeu i en la Plataforma de Convergència Democràtica.

### Activitat durant la Transició
A les Eleccions generals espanyoles de 1977, seria elegit diputat de les Corts Constituents per la província de Càceres, revalidant el seu escó en els comicis de 1979 i 1982. Així mateix va ser secretari de la Mesa del Congrés i membre de la Comissió Constitucional durant la Legislatura Constituent, i posteriorment presidiria la Comissió de Justícia i Interior.
Entre 1976 i 1978 va ser membre del Comitè Federal del PSOE.
L'actitud personalista de González portaria a la contestació en el si del PSOE del corrent més crític, liderada per Castellano, que rebutjava la socialdemocratització del partit i el culte a la personalitat del nou secretari general.
Les contradiccions internes van esclatar en el Congrés de 1979, amb la pretensió de González d'abandonar el marxisme com a referent ideològic del partit; el que va originar la constitució d'un corrent intern, Izquierda Socialista (IS), els principals dirigents de la qual serien Luis Gómez Llorente, Francisco Bustelo i Pablo Castellano.
Aquest mateix any va publicar el seu assaig Sobre el partit obrer, en el qual reivindica un partit federal i democràtic:
| « | «És clar que Felipe té una concepció de partit realment centralitzat i lideralitzat, enfront de la nostra concepció d'un partit cada dia més democràtic i federal, i d'un partit socialdemòcrata i interclassista enfront de la nostra concepció de partit de classe.» «Ha quedat aclarida la ideologia quant a socialdemòcrates i socialistes, i el procés de clarificació orgànica també es veu: un partit centralitzat i amb predomini absolut de la burocràcia i la jerarquia enfront d'un partit de base amb una enorme autonomia de les agrupacions locals i regionals, i un enorme marge d'actuació política sense interferències del poder central». | » |

El setembre del 1979 és elegit president del partit a Càceres, promovent la reorganització de l'agrupació provincial i contribuint a l'engegada de les institucions autonòmiques extremenyes. Va ser el primer conseller de Treball de la Junta preautonòmica (1978-1979) i el primer president de l'Assemblea d'Extremadura (1983).
Com a portaveu d'Esquerra Socialista va fer declaracions i va promoure mítings, marxes i manifestacions de caràcter ecologista, antinuclear, feminista, pels drets dels homosexuals, per l'amor lliure, anti-OTAN i pel desmantellament de les bases nord-americanes.
El 1985 deixaria el seu escó en ser nomenat vocal del Consell General del Poder Judicial en qualitat de jurista de reconegut prestigi, responsabilitat que ocuparia fins a 1989. Durant la campanya de cara al referèndum de 12 de març de 1986 sobre la permanència d'Espanya en l'Aliança Atlàntica, i en contra de la posició oficial atlantista del Govern de González, va participar activament en la Plataforma Cívica Anti-OTAN; cosa que li va costar una reprovació per part de la direcció del partit.
Així mateix, va promoure les primeres jornades de treball d'Izquierda Socialista, celebrades el 6 i 7 de desembre de 1986 a Hervás.
Finalment, el 20 d'octubre de 1987 fou expulsat del PSOE per unes declaracions on imputava Txiki Benegas (número 3 del partit) tràfic d'influències en negocis urbanístics amb Abel Matutes, de les que després se'n retractaria.

### Trencament amb el PSOE i ingrés a IU
En 1989 va passar a residir en Palma, afiliant-se al Partit d'Acció Socialista (Pasoc) -l'antic PSOE Històric-, un dels partits fundadors del moviment sociopolític Izquierda Unida (IU).
Entre 1989 i 1999 seria membre de la Presidència Federal d'IU.
A l'IV Congrés Federal del Pasoc (maig de 1990) va ser elegit president del partit, ja que mantindria fins a 2001.
A les eleccions generals espanyoles de 1989 va ser escollit novament diputat, número dos de la candidatura d'IU per la província de Madrid, sent president de la Comissió d'Educació i Cultura. El 1996 tornaria a obtenir el seu escó per la mateixa circumscripció.
És col·laborador periodístic de múltiples revistes i diaris, conferenciant i autor de diversos llibres sobre temes polític-sociològics. L'Associació de Periodistes Parlamentaris li va atorgar en diferents ocasions el Premi Emilio Castelar i el Premi Argüelles al millor orador del Congrés dels Diputats.
El 1994 publicà les seves memòries Yo sí me acuerdo: apuntes e historias, i el 1996, Gota a gota, selecció dels seus articles d'opinió a la premsa.
El 1995 esclataria l'escàndol de les escoltes il·legals del CESID, qui espià a diferents personalitats de la societat espanyola, entre elles Pablo Castellano. El novembre de 1996 va ser membre del Tribunal Internacional per Crims Contra la Humanitat Comesos pel Consell de Seguretat de Nacions Unides a l'Iraq, iniciativa cívica d'intel·lectuals i professionals del Dret contraris a l'embargament a aquest país.
Davant la falta d'autocrítica de la direcció d'IU després de diversos revessos electorals, va dimitir de la Presidència Federal de l'organització el 1999. Les seves discrepàncies amb la línia política d'Izquierda Unida, que al seu judici estava molt allunyada del seu projecte original i comportava «fallida econòmica, desorientació política i confusionisme ideològic», el van portar a defensar al VII Congrés Federal del Pasoc (abril de 2001) la tesi que el partit havia d'abandonar IU i recuperar la seva sobirania, tesi finalment aprovada per àmplia majoria.

### Comentarista independent
En 2001 es va jubilar com a lletrat després de quaranta-tres anys de professió, retirant-se de la política activa, però mantenint el seu compromís polític com a militant del socialisme democràtic -sense vinculació a cap partit polític-.
Aquest mateix any veuria la llum el seu assaig 'Por Dios, por la Patria y el Rey: una visión crítica de la transición española, on fa una revenja amb la forma en què es va fer la transició a la democràcia. Davant el referèndum de febrer de 2005 es va pronunciar pel No a la Constitució europea.
És comentarista independent en diferents mitjans de comunicació: escrivia en el desaparegut setmanari La Clave i, des de 1994, ha estat vinculat al programa Protagonistas -inicialment a Onda Cero i ara a Punto Radio-, primer com tertulià i, des de setembre de 2009, com a col·laborador en la secció setmanal Gobierno en la sombra. Així mateix és tertulià dels programes El gato al agua i Otro gallo cantaría, a Intereconomía TV.
Ha donat suport actiu a Ciutadans-Partido de la Ciudadanía en el seu manifest "Cataluña somos todos" i a la campanya electoral per a les eleccions al Parlament de Catalunya de 2010.

## Obra

### Llibres
- Castellano, Pablo. Sobre el partido obrero.  Barcelona: Iniciativas Editoriales-El Viejo Topo, 1979. ISBN 84-7311-045-5.
- Castellano, Pablo. Yo sí me acuerdo: apuntes e historias.  Madrid: Temas de Hoy, 1994. ISBN 84-7880-460-9.
- Castellano, Pablo. Gota a gota.  Madrid: EILEA, 1996. ISBN 84-7970-006-8.
- Castellano, Pablo. Por Dios, por la Patria y el Rey: una visión crítica de la transición española.  Madrid: Temas de Hoy, 2001. ISBN 84-8460-104-8.